# Mistrovství České republiky v atletice 2007
38. Mistrovství České republiky v atletice 2007 se uskutečnilo ve dnech 30. června – 1. července 2007 v Třinci.

## Medailisté

### Muži
| Soutěž                          | Zlato                                                                       | Stříbro                                                                | Bronz                                                                     |
| 100 m                           | Rostislav Šulc 10,72                                                        | Libor Žilka 10,80                                                      | Petr Daněček 10,93                                                        |
| 200 m                           | Jiří Vojtík 21,01                                                           | Vojtěch Šulc 21,08                                                     | Jan Schiller 21,22                                                        |
| 400 m                           | Rudolf Götz 46,94                                                           | Marek Hrubý 47,38                                                      | Petr Klofáč 47,52                                                         |
| 800 m                           | Richard Svoboda 1:53,89                                                     | Petr Ondroušek 1:53,92                                                 | Martin Hošek 1:54,66                                                      |
| 1500 m                          | Václav Janoušek 3:47,89                                                     | Vladimír Bartůněk 3:49,03                                              | Roman Hurtík 3:49,31                                                      |
| 5000 m                          | Jan Polášek 15:01,65                                                        | Milan Kocourek 15:04,57                                                | Jan Bláha 15:05,04                                                        |
| 10 000 m                        | Pavel Faschingbauer 30:18,52                                                | Jan Bláha 30:31,65                                                     | Tomáš Blaha 30:39,65                                                      |
| 110 m př.                       | Petr Svoboda 13,80                                                          | Stanislav Sajdok 13,98                                                 | Michal Krejčí 14,62                                                       |
| 400 m př.                       | Jindřich Šimánek 50,49                                                      | Michal Uhlík 50,66                                                     | Tomáš Matyska 52,45                                                       |
| 3000 m př.                      | Petr Mikulenka 8:55,94                                                      | Jiří Miler 9:04,07                                                     | Zdeněk Hejduk 9:04,69                                                     |
| 4 × 100 m                       | Ondřej Kozlovský Jan Schiller Rudolf Götz Jan Stokláska Slavia Praha 40.32  | Libor Žilka Jiří Vojtík Petr Svoboda Jaroslav Šmotek Olymp Praha 40.43 | Jan Feher Rostislav Šulc Vojtěch Šulc Ondřej Benda Spartak Praha 4 40.51  |
| 4 × 400 m                       | Jindřich Šimánek Michal Uhlík Josef Prorok Rudolf Götz Slavia Praha 3:08.55 | Marek Hrubý Tomáš Matyska Petr Klofáč Jiří Vojtík Olymp Praha 3:09.48  | Petr Šarapatka Jaromír Odvárka Tomáš Pelc Miroslav Kaplan Praha B 3:16.40 |
| Skok do výšky                   | Tomáš Janků 2,30 m                                                          | Jaroslav Bába 2,24 m                                                   | Svatoslav Ton 2,24 m                                                      |
| Skok o tyči                     | Michal Balner 5,60 m                                                        | Jan Kudlička 5,50 m                                                    | Štěpán Janáček 5,25 m                                                     |
| Skok daleký                     | Roman Novotný 7,98 m                                                        | Štěpán Wagner 7,63 m                                                   | Martin Vachata 7,57 m                                                     |
| Trojskok                        | Petr Hnízdil 16,16 m                                                        | Petr Lampart 15,30 m                                                   | Ondřej Hanuš 15,19 m                                                      |
| Vrh koulí                       | Petr Stehlík 19,18 m                                                        | Antonín Žalský 18,57 m                                                 | Remigius Machura 18,16 m                                                  |
| Hod diskem                      | Libor Malina 58,97 m                                                        | Antonín Žalský 57,84 m                                                 | Igor Gondor 55,58 m                                                       |
| Hod kladivem                    | Lukáš Melich 72,01 m                                                        | Vladimír Maška 69,77 m                                                 | Dušan Král 68,15 m                                                        |
| Hod oštěpem                     | Miroslav Guzdek 75,09 m                                                     | Vítězslav Veselý 71,48 m                                               | Tomáš Krámský 67,42 m                                                     |
| Desetiboj Olomouc 9.–10.6.2007  | Pavel Baar 7047 bodů                                                        | Adam Formánek 6900 bodů                                                | Jakub Chomár 6741 bodů                                                    |
| 20 km chůze Poděbrady 14.4.2007 | Miloš Holuša 1:32:04                                                        | Jiří Malysa 1:33:08                                                    | Roman Bílek 1:33:12                                                       |

### Ženy
| Soutěž                          | Zlato                                                                            | Stříbro                                                                              | Bronz                                                                                        |
| 100 m                           | Pavlína Vostatková 11,94                                                         | Kristina Bažatová 12,02                                                              | Iveta Mazáčová 12,03                                                                         |
| 200 m                           | Štěpánka Klapáčová 23,76                                                         | Martina Dostálová 24,23                                                              | Pavlína Vostatková 24,30                                                                     |
| 400 m                           | Jitka Bartoničková 53,70                                                         | Drahomíra Eidrnová 53,97                                                             | Eva Follnerová 54,43                                                                         |
| 800 m                           | Alena Rücklová 2:08,92                                                           | Veronika Mráčková 2:09,26                                                            | Lenka Kalábová 2:10,94                                                                       |
| 1500 m                          | Marcela Lustigová 4:25,15                                                        | Tereza Čapková 4:25,85                                                               | Lucie Sárová 4:27,01                                                                         |
| 5000 m                          | Petra Kamínková 16:18,23                                                         | Lucie Müllerová 16:53,22                                                             | Monika Preibischová 17:04,11                                                                 |
| 10 000 m                        | Petra Kamínková 35:51,37                                                         | Ivana Sekyrová 36:33,04                                                              | Irena Petříková 36:40,55                                                                     |
| 100 m př.                       | Michaela Hejnová 13,97                                                           | Aneta Pecnová 14,30                                                                  | Jana Korešová 14,32                                                                          |
| 400 m př.                       | Zuzana Bergrová 57,83                                                            | Aneta Pecnová 60,02                                                                  | Lenka Švábíková 60,15                                                                        |
| 3000 m př.                      | Kateřina Pecháčková 10:37,91                                                     | Ivana Sekyrová 10:44,68                                                              | Lucie Křížová 10:56,12                                                                       |
| 4 × 100 m                       | Iveta Mazáčová Martina Dostálová Jana Branišová Marie Burešová Olymp Praha 45.75 | Zuzana Bičíková Pavlína Humpolíková Kristina Bažatová Tereza Trčková USK Praha 46.25 | Lucie Fraňková Lenka Lepičová Lenka Švábíková Pavlína Vostatková Sokol SG Plzeň-Petřín 47.32 |
| 4 × 400 m                       | závod neproběhl                                                                  | závod neproběhl                                                                      | závod neproběhl                                                                              |
| Skok do výšky                   | Romana Dubnova 1,93 m                                                            | Iva Straková 1,91 m                                                                  | Barbora Laláková 1,88 m                                                                      |
| Skok o tyči                     | Kateřina Baďurová 4,60 m                                                         | Pavla Rybová 4,50 m                                                                  | Romana Maláčová 4,20 m                                                                       |
| Skok daleký                     | Denisa Ščerbová 6,56 m                                                           | Kateřina Líbalová 6,31 m                                                             | Zuzana Bičíková 6,20 m                                                                       |
| Trojskok                        | Martina Darmovzalová 13,84 m                                                     | Iva Vedralová 13,18 m                                                                | Lucie Kohútová 12,92 m                                                                       |
| Vrh koulí                       | Jana Kárníková 15,54 m                                                           | Lucie Vrbenská 15,33 m                                                               | Kamila Hlaváčová 15,04 m                                                                     |
| Hod diskem                      | Věra Cechlová 61,19 m                                                            | Milena Bečičková 49,70 m                                                             | Eliška Staňková 49,54 m                                                                      |
| Hod kladivem                    | Lenka Ledvinová 62,08 m                                                          | Lucie Vrbenská 61,44 m                                                               | Jana Hyjánková 61,20 m                                                                       |
| Hod oštěpem                     | Barbora Špotáková 58,17 m                                                        | Jarmila Klimešová 55,84 m                                                            | Nikola Ogrodníková 49,19 m                                                                   |
| Sedmiboj Olomouc 9.–10.6.2007   | Michaela Hejnová 5618 bodů                                                       | Nikola Ogrodníková 5478 bodů                                                         | Jana Korešová 5462 bodů                                                                      |
| 20 km chůze Poděbrady 14.4.2007 | Barbora Dibelková 1:43:14                                                        | Zuzana Schindlerová 1:43:41                                                          | Lucie Pelantová 1:47:55                                                                      |